# Leonora Carrington
Leonora Carrington   (Clayton-le-Woods, 6 d'abril de 1917 - Ciutat de Mèxic, 25 de maig de 2011) va ser una pintora, escultora, escriptora, dramaturga i escenògrafa surrealista.

## Biografia
Carrington va néixer el 6 d'abril de 1917 a Clayton Green, Lancashire, Anglaterra. La seva mare, Maureen, era irlandesa, filla d'una gran contacontes, i el seu pare, Harrold, era un industrial anglès amb èxit, que van formar una família profundament catòlica amb quatre fills: Patrick, Leonora, Gerard i Arthur.

### Infantesa
El 1920 la família Carrington es va traslladar a Crookhey Hall, una mansió victoriana a prop de Lancaster, que va tenir una influència notable en tota la seva producció artística. Quan Leonora tenia 10 anys es van tornar a mudar, però en els seus records ressorgeix com a Crackwood ('fusta esquerdada') tant en la seva obra escrita, com als seus quadres Crookhey Hall (1947), Inventory (1956), Country House (1957), i Red Cow (1989).
Des de petita va conviure amb l'existència de dos mons contrastats i contradictoris: la disciplina autoritària d'una societat patriarcal i cruel, versus un món de llibertat i imaginació nodrida per les seves pròpies lectures, pels contes celtes i les històries que li explicaven sa mare, la seva àvia i la seva nana irlandesa. Bona part de la seva obra prové d'aquesta rebel·lia contra l'autoritat patriarcal, així com de la fascinació pels indrets mítics i paradisíacs de la seva infància, poblats per déus, fades, monstres híbrids i bèsties fabuloses.
Els seus germans van ser enviats a la institució jesuïta de Stonyhurst College i Leonora va començar els estudis a casa sota la instrucció catòlica del pare O'Connor; durant aquesta època estava fascinada amb les històries de miracles. Paral·lelament van entrar a formar part dels Carrignton una institutriu francesa i una mainadera que es va fer càrrec de Leonora. La jove mainadera va encoratjar la seva ardent imaginació amb històries de crims terribles i amb contes sobrenaturals d'origen irlandès i alemany.
Als nou anys la van enviar a la primera escola de monges, el Holy Sepulchre, a Reading, on va estar un any, i va ser expulsada per mostrar molt poc d'interès en les assignatures impartides. A St. Mary's, a Ascot, va estar un altre any i va ser expulsada per fer preguntes compromeses que no tenien resposta i van descobrir que la seva escriptura il·legible prenia sentit en reflectir-la en un mirall.

### Descobriment de la pintura
Als 15 anys va ser enviada a l'internat de Miss Penrose a Florència, Itàlia, que va ser determinant per a la seva carrera: allà va descobrir les obres que estaven a la Galeria dels Uffizzi: la pintura fantàstica medieval amb escenes religioses, l'Apocalipsi, els màrtirs cristians, representació de crueltat i els monstres de la pintura flamenca, que van confirmar la seva creença en altres mons i en l'habilitat dels artistes per percebre'ls.
A l'estiu de 1934, amb 17 anys i sota protesta, va ser presentada en societat: va assistir als balls de Londres, va presenciar les carreres d'Ascot des de la Llotja Reial, i va debutar formalment en societat a l'Hotel Ritz. Va fer ficció aquests successos al seu conte La debutant, en què la protagonista parla amb la seva millor amiga, una hiena, i li proposa que la substitueixi a l'acte de la seva presentació en societat. Després de pintar el quadre The Inn of the Dawn Horse, la hiena no va tornar a aparèixer en la seva obra.
Dos anys més tard va convèncer sos pares per anar a una escola de pintura, tal com recorda en un passatge autobiogràfic del seu llibre La trompeta acústica. Així que va ser alumna a l'acadèmia del pintor purista Amédée Ozenfant, a Londres, on durant un any va tenir un sol model: una poma. En aquesta època va aficionar-se a llegir textos d'alquímia, passió que va mantenir tota la seva vida.
Encoratjada per l'exploració acurada de l'ofici de la pintura, gràcies als consells d'Ozenfant i, sobretot, a l'observació de les obres mestres del Renaixement italià, Leonora va adquirir el poder que dona la cuina pictòrica, i va comentar: “El que necessitava era tècnica. No idees. D'aquestes tot el món en té. La tècnica, en canvi, és allò que s'aprèn. Per això em vaig dedicar a estudiar les fórmules de la pintura”.

### París i el surrealisme
Sa mare li va regalar el llibre Surrealism, de Herbert Read, que portava la il·lustració de Max Ernst Deux enfants menaceés par un rossignol (1922), una imatge que “em va causar una gran impressió. Això, vaig pensar, sé el que és, ho entenc.” Quan va visitar l'Exposició Internacional Surrealista de Londres, va conèixer Max Ernst, i tots dos es van enamorar. Aquesta trobada va tenir una gran importància en la seva vida des d'una perspectiva artística. Poc de temps després, van fugir a París, i son pare la va repudiar. Molts dels contes que va escriure a França tenen per objectiu ridiculitzar els seus avantpassats, l'estil de vida de la seva família i la seva obsessió pel llinatge: La debutant, Els tres caçadors i L'oncle Sam Carrignton, entre d'altres.
Sota el guiatge de Max Ernst, va entrar al cercle artístic surrealista, encapçalat per André Breton, on va conèixer la seva gran amiga Remedios Varo. La seva identificació amb els animals la va allunyar del paper tradicional de les dones del regne surrealista nena musa; desafiant-lo, va revelar-se el seu poder com a dona fetillera.
Amb Max Ernst va trobar l'espai ideal que estimulava la seva creativitat i va trobar el seu estil personal. Els tres anys que va passar amb Max Ernst van significar la culminació del seu desig de ser pintora, escultora i escriptora, cosa que l'enfrontava amb la seva família, que no estava d'acord amb el fet que fos artista.
Durant el temps a París, necessitava fer introspectiva per poder avaluar la seva pròpia feminitat i ser capaç de saber el que li interessava, i reavaluar certes imatges de dones. El vehicle que utilitza per a reflexionar són els relats onírics, combinant característiques dels contes de fades, investigant la manera amb què els somnis ens serveixen per a reavaluar la nostra concepció d'allò que és real, bussejant en l'inconscient. En les seves narracions, el lector imagina com un somni que se li explica, sense atendre a la seqüència, si és lògica o no, sense sorprendre's dels personatges, sense esperar un principi i final raonable. Les seves narracions contenen molts personatges, però sempre són protagonitzats per dones. La seva fantasia elabora una revolució contra l'absència d'imatges que retraten la dona com a artista creativa madura.

#### Saint-Martin d'Ardeche
El 1937 va escriure El petit Francis, quan el seu món va començar a trontollar: la Guerra Civil espanyola escampa el sentiment de desgavell per Europa, la latent Segona Guerra Mundial, el repudi del seu pare, i les terribles escenes que tenien ella, Ernst i Maria-Bethe, l'exdona d'ell. Un any més tard, es van traslladar a Saint-Martin d'Ardeche, una granja abandonada on va començar a esculpir sirenes alades, minotaures i criatures fantàstiques als murs i rampes, i a la part exterior un gran baix relleu. El mateix any, va participar en la gran Exposició Internacional del Surrealisme a París i a Amsterdam, va publicar La Maison de la peur amb pròleg de Max Ernst i, també, va escriure i publicar La dama oval, il·lustrada per Max Ernst.
Leonora llegia molt, coneixia obres sobre els gnòstics, els celtes, el budisme tibetà, la càbala i les ciències, i El llibre dels morts, el I Ching i Alícia en terra de meravelles. Gaudeix dels contes de terror –sobretot del britànic Montague Rhodes James per les històries de fantasmes– i les novel·les policíaques.

### La Segona Guerra mundial
A l'esclat de la Segona Guerra Mundial el 1939, van empresonar Max Ernst en un camp de concentració per ser alemany, un estranger del bàndol enemic. Leonora va aconseguir alliberar-lo. En aquestes dates és quan fa el quadre Retrat de Max Ernst, on el pinta amb mitjons de ratlles i abric de pèl roig, amb un paisatge gèlid de fons. Ernst, alhora, va pintar Leonora a la llum de l'alba, una figura fosca que emergeix d'un bosc salvatge surrealista. El govern francès va tornar a empresonar Max Ernst, però aquesta vegada Leonora no el va poder alliberar.
Els companys surrealistes fugien de França i Leonora, sola i traumatitzada, va fugir a Madrid, on poc de temps després la van ingressar en una clínica psiquiàtrica a Santander el 1940, per un col·lapse nerviós. Va aconseguir sortir del psiquiàtric, gràcies a la intervenció de Samuel Hoare, ambaixador britànic a Espanya. Però la seva família, que no havia anat a visitar-la, pretenia enviar-la a una altra clínica a Sud-àfrica. Abans d'embarcar al vaixell a Lisboa, es va escapar de la seva cuidadora i va refugiar-se a l'ambaixada mexicana, on va esperar al diplomàtic Renato Leduc, al qual coneixia dels temps parisencs.

### Mèxic
Es va casar amb Renato Leduc a la mateixa ambaixada mexicana per poder anar a Amèrica, primer van anar a Nova York i després es van establir a la Ciutat de Mèxic, on el matrimoni es va divorciar al cap de poc de temps. Durant aquest període el que més la preocupava era tornar a pintar, tornar a crear.
Va conèixer el psicoanalista i escriptor Pierre Mabille, i la seva dona Jeanne Megnen, els quals la va animar a escriure sobre la seva experiència traumàtica al sanatori. Comença a escriure Memòries d'abaix, una crònica sobre la bogeria: “Començo, per tant, al moment en què es van emportar Max (Ernst) per segona vegada a un camp de concentració, escortat per un gendarme que portava un fusell (maig de 1940). Jo vivia a Saint-Martin d'Ardèche. Vaig estar plorant diverses hores en el poble, després vaig tornar a casa meva, on em vaig passar vint-i-quatre hores provocant-me vòmits amb aigua de tarongina, interromputs per una petita migdiada. Esperava desviar el meu patiment amb aquests espasmes que em sacsejaven l'estómac com terratrèmols. Ara sé que aquest no era sinó un dels aspectes d'aquests vòmits: havia vist la injustícia de la societat, volia netejar-me jo mateixa primerament, i després anar més lluny de la seva brutal ineptitud. El meu estómac era l'espai on s'assentava la societat, però també el punt per on m'unia a tots els elements de la terra. Era el mirall de la terra, el reflex del qual és tan real com la persona reflectida.” Aquesta referència recorda la seva facultat d'escriure amb les dues mans a la vegada, i al revés. “Sí, soc ambidextra com els bojos. Però alhora estic més boja que quan vaig entrar a la casa de bojos”, exagera ella, amb el seu habitual humor negre. En Memòries d'abaix, la frontera entre biografia i ficció és borrosa. Però, paradoxalment, és un document històric molt precís. Leonora mostra una gran memòria, i al text disfressa el seu col·lapse mental sota l'aparença d'un viatge d'autoconeixement, tant per raons poètiques com per la mateixa supervivència de Leonora. La seva experiència amb la teràpia amb el medicament Luminal la compara amb “la d'haver estat morta”; això va tenir una repercussió immensa en la seva obra literària, va inaugurar una segona fase en la seva producció, i el gran tema que domina la seva obra literària a partir d'aquest període és en les seves paraules: “Intento comprendre la mort, per tenir menys por” (1943).

### Chiqui, Remedios...
Per mitjà de la parella formada per Benjamin Péret i Remedios Varo va conèixer el fotògraf hongarès refugiat Emérico Chiki Weisz, amb qui es va casar el 1946 i van tenir dos fills: Gabriel (1946) i Pablo (1948).
Durant aquesta època de la seva vida a Mèxic, estava acompanyada per Remedios Varo, Benjamin Péret, Kati Horna, Emérico Weisz i Gunther Gerso; després s'aniria ampliant el grup amb Juan Rulfo, Octavio Paz i Carlos Fuentes. Leonora era una dels pocs europeus que tenia accés a l'estudi de Frida Kahlo durant els anys 40, fins va ser convidada al segon casament de Diego Rivera i Frida Kahlo. Frida moriria al poc temps, el 1954, i uns sis anys després, Leonora, juntament amb Remedios Varo i Alice Rahon, li van fer una exposició d'homenatge a Frida Kahlo.
Entre els amics europeus a Mèxic, una va ser fonamental per a Leonora: la pintora surrealista espanyola Remedios Varo, la seva sòcia artística. D'acord amb Susan Aberth, la seva pintura no va començar a atraure l'atenció fins després del seu trasllat a Mèxic. Les dues amigues Leonora i Remedios parlaven de filosofia, religió, pintura i literatura, sorgien cadascuna en els somnis de l'altra, cuinaven receptes immenjables amb ingredients estranys... i s'enviaven notes i missatges cada dia. Leonora i Remedios apareixien l'una en les obres de l'altra (per exemple en La trompeta acústica de Leonora), segons la historiadora Janet A. Kaplan les dues van arribar a la maduresa artística després d'anys de profunda i íntima cooperació artística.

### Els anys 40
Malgrat viure quasi en la pobresa, els anys 40 van ser molt fructífers: va escriure l'obra de teatre Une chemise de Nuit de Flanelle (1945), i va publicar l'obra de teatre Pénélope (1946), que és una reescriptura del seu conte La dama oval (1939). Va pintar els quadres Dimarts (1946), Amor che move il sole e l'altre stelle (1946) i La geganta (1948), amb clars motius de maternitat. Amb la novel·la La porta de pedra (1947) i el quadre Chiqui, Ton país, Leonora celebra la seva relació amb Chiqui Weisz; tradueix l'experiència de l'amor i la unió física dels amants, i suggereix la profunditat del diàleg entre ells.
A partir del 1947, als seus quadres apareixen inferns, inframons, coves, cuines subterrànies. Aquest inframón és un sentiment que sorgeix de les profunditats, de la reflexió que néixer porta a morir, sobretot des del naixement dels seus fills que ella sent com a seqüència prèvia i inevitable de la seva pròpia mort. Durant anys es va recloure en un aïllament voluntari, que va anomenar "el món subterrani", i que va marcar la seva (r)evolució ideològica personal. La lluminositat de la cultura mexicana, amb la qual està en desacord, es transforma en llum gòtica que la força a mirar al seu interior. Malgrat el seu sentiment de fugida de Mèxic i desig de marxar al nord, sempre hi va tornar.
Llet del somni el va escriure en aquesta època que els seus fills eren petits, però no va ser fins molts anys després que Gabriel, un dels seus fills, va coincidir accidentalment amb Alejandro Jodorowsky i li va voler tornar el manuscrit: “En obrir-lo vaig començar a recordar fragments de la meva infantesa.” Segons ell “els contes de la meva mare són per la gent que pensa, que vol pensar; no són per a nens, ni per a adults. És un llibre que s'obre a l'imaginari, i l'imaginari no té país, el país dels nens o el dels adults” i “tots els llibres han de crear rebels, i aquests contes van crear rebel·lia. La rebel·lia de la meva mare ens la va transmetre amb els seus contes.” i
A Mèxic va ressorgir el seu interès pels mites celtes de la seva infància, la màgia... i la cultura de la mort. En la cultura mexicana, en especial la maia i en les històries mexicanes, va trobar la mateixa relació amb els animals que ella tenia i que tant li interessava. En la pintura i escultura de Leonora s'aixequen mons poblats per personatges híbrids, zoologia i flora imaginàries, paisatges onírics i escenaris del subconscient, laberints recorreguts per llebrers i cavalls, bruixes i ous màgics que van conformant la proposta insòlita de l'artista.
Esteban Francés, pintor surrealista català i amic de Remedios Varo, també exiliat a Mèxic, va presentar a Leonora el col·leccionista anglès Edward James, el qual li va organitzar una exposició individual de 28 obres a la galeria Pierre Matisse de Nova York el 1948. James es va convertir en un dels principals patrocinadors i promotors de Leonora. També es va interessar en ella Inés Amor, directora de la Galeria de Arte Mexicano, on durant molts anys va proporcionar exposicions, patrocinadors i un cert grau de seguretat econòmica. Marcel Jean la va incloure en la seva Història de la pintura surrealista (Grove Press, Nova York, 1959).

### Els anys 50 i 60
Com molts artistes mexicans als anys 50 del segle passat, Leonora va explorar el disseny escenogràfic, i va crear els decorats i el vestuari de la seva obra teatral, Penélope, el 1957. A partir d'aquest moment la seva pintura va adquirir una atmosfera més teatral.
A principis dels anys 60, li van encarregar el seu primer mural per a la secció dedicada a Chiapas del Museo Nacional de Antropología, inaugurat el 1964. Per fer la pintura del mural El món màgic dels maies, ella un any abans va viatjar per estudiar la regió, els seus pobles, i el llibre sagrat dels antics maies quichés, El Popol Vuh.

### Els anys 70 i el moviment feminista
A La trompeta acústica, escrita a la dècada de 1950, sembla protestar, amb la veu de la protagonista, per no haver sigut capaç d'abandonar Mèxic. La protagonista, Marian Laetherby, d'origen anglès, és una caricatura d'ella mateixa als 92 anys. La novel·la és el resultat de les meditacions de Leonora sobre Mèxic i reflecteix la consideració de la seva pròpia estrangeria i de la seva relació amb Remedios Varo. Aquesta apareix com la pèl-roja Carmella Velasquez, l'amiga espanyola de la protagonista. Sota el prisma d'allò femení, el protagonisme de la novel·la recau en dues dones de fort caràcter, resolutives i indomables, de les deu en total que n'apareixen. La novel·la narra la història d'una revolució, i aquesta es troba encapçalada per un grup de dones, no precisament joves -la més petita té quasi 70 anys- que han sentit la pressió de pares, germans, marits i fills mascles i que desitgen trencar amb un sistema patriarcal que les ha tingudes sumides en una adolescència permanent.
A partir del 1968 i durant els anys 70, Leonora va passar temps als Estats Units d'Amèrica com a protesta contra la criminal actuació del govern mexicà per ofegar les manifestacions estudiantils el 1968. Va viure sobretot a Nova York i a Chicago. En aquesta època va entrar en contacte amb el moviment feminista i el 1972 va dissenyar, per a un grup feminista mexicà, un cartell dedicat a l'alliberament de les dones titulat Dones consciència. Gràcies a això, la seva obra va atreure l'atenció de les feministes, que van revaluar el seu lloc en la història de l'art. Va escriure el conte Ma mare és una vaca, a mitjans dels 50, on va abordar la seva fascinació amb l'ideal femení, i fa un diàleg imaginari amb la Dea Cornada, en el qual no busca respostes i no espera trobar-les.
Malgrat que durant els 70 va estudiar amb el lama tibetà exiliat al Canadà i a Nova York, va seguir sent escèptica pel resultat d'una llarga recerca i d'un ampli coneixement de diferents cultes i creences: “No conec cap religió que no consideri les dones dèbils de ment, impures, en general, criatures inferiors als homes” (1976).

### Els anys 80 i les escultures de bronze
A la dècada dels 80 els seus quadres van adoptar un to més brillant, potser per començar a utilitzar acrílics. També, va començar a fondre escultures en bronze. Havia experimentat anteriorment amb argent fos, produí el titella titulat La vaca, la qual tenia al pit portes amb frontisses que s'obren deixant veure una cara en comptes de cor. Les seves peces de bronze van començar a créixer i l'obra Com fa el petit cocodril (1998), que pren el títol d'un poema d'Alícia en terra de meravelles de Lewis Carroll, va ser feta molt gran i col·locada a la Segona Secció del Bosc de Chapultepec i, finalment, al Passeig de la Reforma.

### Tota una vida creant
A finals dels 90, Leonora, ja octogenària, torna a recuperar les protagonistes de la seva novel·la La trompeta acústica, les dones grans que viuen al geriàtric, amb singulars aventures als seus quadres: Kron Flowers (1986), The Magdalens (1986), Kron (1988) i Les sogres (1990). En una entrevista a Paul De Angelis va assegurar que pintava i escrivia tot el temps, i en aquella època estava treballant de ple en l'escultura.
El llibre The Dark Book, el va fer a quatre mans amb el seu fill Gabriel, és un treball entre paraules i gravats, una trobada “sincrònica” entre dos mitjans expressius. En aquest treball compartit van participar també integrants d'un taller de gravat.
Al llarg de la seva vida ha fet moltes exposicions arreu del món, i el 2005 li van atorgar el Premio Nacional de Ciencias y Artes a l'àrea de Belles Arts del govern de Mèxic.
Va morir als 94 anys a Mèxic, el 25 de maig de 2011.

## Obra

### Obra literària de Leonora Carrington
- La trompeta acústica, introducció de Mercé Ibarz, traducció de Roser Berdagué, Barcelona: Edicions de l'Eixample, 1991. (en català)
- La puerta de piedra, traducció de Jorge Musto, Caracas: Monte Ávila, 1985. ISBN 9789800100134. (en castellà)
- La casa del miedo. Memorias de abajo. México, D.F.: Siglo XXI, 1992. ISBN 9789682318214. (en castellà)
- El séptimo caballo y otros cuentos, traducció de Fernando Torres Oliver, México, D.F.: Siglo XXI, 1992. (Hi ha una edició del mateix any i traductor a Madrid: Siruela). (en castellà)
- La corneta acústica, traducció de Francisco Torres Oliver, Barcelona: Alba, 1995. (en castellà)
- Memorias de abajo, traducció de Fernando Torres Oliver, Madrid: Siruela, 1995. (en castellà)
- Leche del sueño, México: F.C.E., 2013. textos introductoris d'Ignacio Padilla i Gabriel Weisz; epíleg d'Alejandro Jodorowsky. ISBN 9786071612175 (en castellà)
- El setè cavall: contes de Leonora Carrington, traducció d'Anna Llisterri Boix i d'Elisabet Ràfols-Sagués, Barcelona, Extinció Edicions, 2020. ISBN 9788494953323 (en català)

### Exposicions[2]
- Exposition internationale du surrealisme (1938, París i Amsterdam) col·lectiva.
- 20th Century Portraits, Museum of Modern Art (1942, Nova York) col·lectiva.
- First papers of Surrealism, Madison Avenue Gallery (1942, Nova York) col·lectiva.
- Exhibition by 31 women, Art of this Century (1943, Nova York) col·lectiva.
- Retrospectiva individual, Galeria Pierre Matisse (1948, Nova York), catàleg de l'exposició amb pròleg d'Edward James.
- Retrospectiva, Galeria Clardecor (1950, Mèxic D.F.)
- Retrospectiva, Galerias Pierre (1952, París)
- Retrospectiva, Galeria Arte Mexicano (1952, Mèxic D.F.)
- Retrospectiva, Galeria Arte Mexicano (1956, Mèxic D.F.)
- Retrospectiva, Galeria Antonio Souza (1957, Mèxic D.F.)
- Eros Exhibition, Galerie Daniel Cordier (1959, París) col·lectiva.
- Exposició, Instituto Nacional de Bellas Artes (1960, Mèxic D.F.)
- Homenaje a Frida Kahlo (1960, Mèxic DF.) en col·laboració amb Alice Rahon i Remedios Varo.
- Mural El mundo mágico de los mayas, Museo Nacional de Antropología (1963-1964, Mèxic D.F.)
- Paintings from the collection of Edward James. Worthing Art Gallery (1963, Worthing, Anglaterra) col·lectiva.
- Retrospectiva, Galería Arte Mexicano (1965, Mèxic D.F.)
- Retrospectiva, Instituto Cultural Anglo-Mexicano (1956, Mèxic D.F.)
- Surrealism: A State of Mind, Universitat de California (1966, California, Santa Bárbara) col·lectiva.
- Surrealismo y el arte fantástico en México, Galeria universitària Aristos (1966, Mèxic D.F.) col·lectiva.
- IX Bienal de Pintura (1967, Sao Paulo, Brasil) col·lectiva.
- Artistas británicos en México 1800-1968, Instituto Mexicano de Cultura (1968, Mèxic D.F.) col·lectiva.
- Retrospectiva, Galeria Arte Mexicano (1969, Mèxic D.F.)
- Retrospectiva, Galeria Florencia (1969, Mèxic D.F.)
- The Surrealist, Galeria Byron (1969, Nova York) col·lectiva.
- Impressionism to surrealism, Worthing Art Gallery (1970, Worthing, Anglaterra) col·lectiva.
- Contemporary Mexican Art, Museo Nacional de Arte (1974, Tòquio, Japó) exposició col·lectiva itinerant 1974-1975.
- La mujer como creadora y tema del arte, Museo de Arte Moderno (1975, Mèxic D.F.) col·lectiva.
- El Surrealismo en el arte, Galería Knoedler (1975, Nova York) col·lectiva.
- Retrospectiva, Galeria Alexandre Iolas (1975, Nova York)
- Retrospectiva, Centro para las relaciones InterAmericanas (1975, Nova York)
- París-New York, Centre Georges Pompidou (1977, París) col·lectiva.
- Rene Magritte and Leonora Carrington, Chichester Center of Arts (1977, Anglaterra)
- Retrospectiva, Galeria Brewster (1978, Nova York)
- Mexique-Peintres Contemporaines, Musee Picasso (1980, Antibes, França)
- Kunstlerin aus México, Kunstlerhaus Bethanien (1981, Berlin) col·lectiva.
- Latin American Masters, Brewster Gallery (1981, Nova York) col·lectiva.
- París-París 1937-1957, Centre Georges Pompidou (1981, París) col·lectiva.
- Los Surrealistas en México, Museo Nacional de Arte (1986, Mèxic D.F.) col·lectiva.
- L'aventure Surrealiste autour d'Andre Breton, Galerie Atcurial (1986, París) col·lectiva.
- Women Artists of the Surrealist movement, Baruch College Gallery (1986, Nova York) col·lectiva.
- Selections from the permanent collection, The National Museum of Women in the Arts (1987, Washington) col·lectiva.
- La Femme et le Surrealisme, Musee Cantonal de Beaux-Arts (1987, Lausannne, Suïssa) col·lectiva.
- Retrospectiva, Galeria Brewster (1988, Nova York)
- Retrospectiva, Arts Space Mirage (1988, Tòquio, Japó)
- Retrospectiva, El mundo mágico de Leonora Carrigton, Museu Nacional de La Estampa I.N.B.A. (1989, Mèxic D.F.)
- Retrospectiva, Galeria Brewster (1990, Nova York)
- Retrospectiva, Art Company (1990, Leeds, Anglaterra)
- Women in México, National Academy of Design (1990, Nova York) Col·lectiva.
- Leonora Carrington : paintings, drawings ans sculptures 1940-1990, Serpentine Gallery (1991, Londres).
- La mujer en México, Centro Cultural de Arte Contemporáneo (1991, Mèxic D.F.) col·lectiva.
- El Surrealismo entre el Viejo y el Nuevo Mundo, Centro Atlántico de Arte Moderno (1991, Gran Canaria, Illes Canàries) col·lectiva.
- Surrealistas en el exilio y los inicios de la Escuela de Nueva York, Museo Nacional Centro de Arte Reina Sofía (1999-2000, Madrid)
- Surrealistas en el exilio y los inicios de la Escuela de Nueva York, Musée d'Art Moderne et Contemporain (2000, Strasburg)
- Leonora Carrington : la mariée du vent, Maison de l'Amérique latine (2008, París)
- Surreal Friends: Leonora Carrington, Remedios Varo and Kati Horna, Pallant House Gallery (2010, Chichester, UK)
- Escultura reciente. Leonora Carrington 94 aniversario, Centro Cultural Estación Indianilla (2011, Mèxic D.F.)
- Remedios Varo y sus contemporáneas, Museo de Arte Moderno (2011, Mèxic D.F.) col·lectiva.
- Retrospectiva, Gran Galería del Centro Cultural de Acapulco (2011, Acapulco)
- In Wonderland: The Surrealist Adventures of Women Artists in Mexico and the United States.  Los Angeles County Museum of Art/ Musée National des Beaux-arts du Québec/ Museo de Arte Moderno (2012, Los Ángeles, Quebec, Mèxic D.F.) col·lectiva
- Abstracción 2012, Museo del Carmen (2012, Mèxic D.F.) col·lectiva.
- Retrospectiva, Centro Cultural Casa Vallarta (2012, Guadalajara)
- Leonora Carrington y sus personajes fantásticos, Galería Juan Soriano de la Biblioteca de las Artes (2013, Mèxic D.F.)
- El Dibbuk de Leonora Carrington, Museo de Arte de la Secretaría de Hacienda y Crédito Público (SHCP) (2013, Mèxic D.F.)
- El laberinto de Leonora, Hotel de la Ciutat de Mèxic (2013, Mèxic D.F.)
- Leonora Carrington: The Celtic Surrealist, The Irish Museum, (2013-2014, Dublín)
- La danza de los espectros, Museo de Arte Moderno (2014, Mèxic D.F.) col·lectiva

## Premis i reconeixements
- 1986, Premi Honorífic de la Conferència Women's Caucus for Art a Nova York.
- 2000, Nomenada Ciutadana d'Honor i entrega de les claus de la Ciutat de Mèxic DF.
- 2005, Condecorada amb l'Ordre de l'Imperi Britànic per la reina Isabel d'Anglaterra.
- 2005, Premi Nacional de Ciencias y Artes, a l'àrea de Belles Arts, pel govern de Mèxic.